# Altopiano dei Sette Comuni (area protetta)
Il sito di interesse comunitario altopiano dei Sette Comuni è un'area protetta localizzata sul settore settentrionale dell'altopiano omonimo, in provincia di Vicenza. L'area è molto vasta estendendosi per quasi 15000 ettari.

## Descrizione
L'area che racchiude il SIC IT3220036 Altopiano dei Sette Comuni ricomprende la maggior parte del territorio posto a nord dell'altopiano di Asiago, sino al confine con il territorio trentino individuato dalle cime che strapiombano sulla Valsugana, da Cima Manderiolo (2051 m) alla Piana di Marcesina (fino al Passo della Forcellona (1435 m)). A sud tocca i versanti settentrionali del monte Erio (1628 m), del monte Zebio (1819 m), del monte Fiara (1787 m) e di parte del massiccio delle Melette (1676 m) mentre ad ovest il suo confine scende dall’Erio, scavalca la Val di Martello e, lungo la linea di cresta, raggiunge malga Camporosà fino alla Val d'Assa per poi salire a cima Manderiolo lungo la Valle Sparavieri.

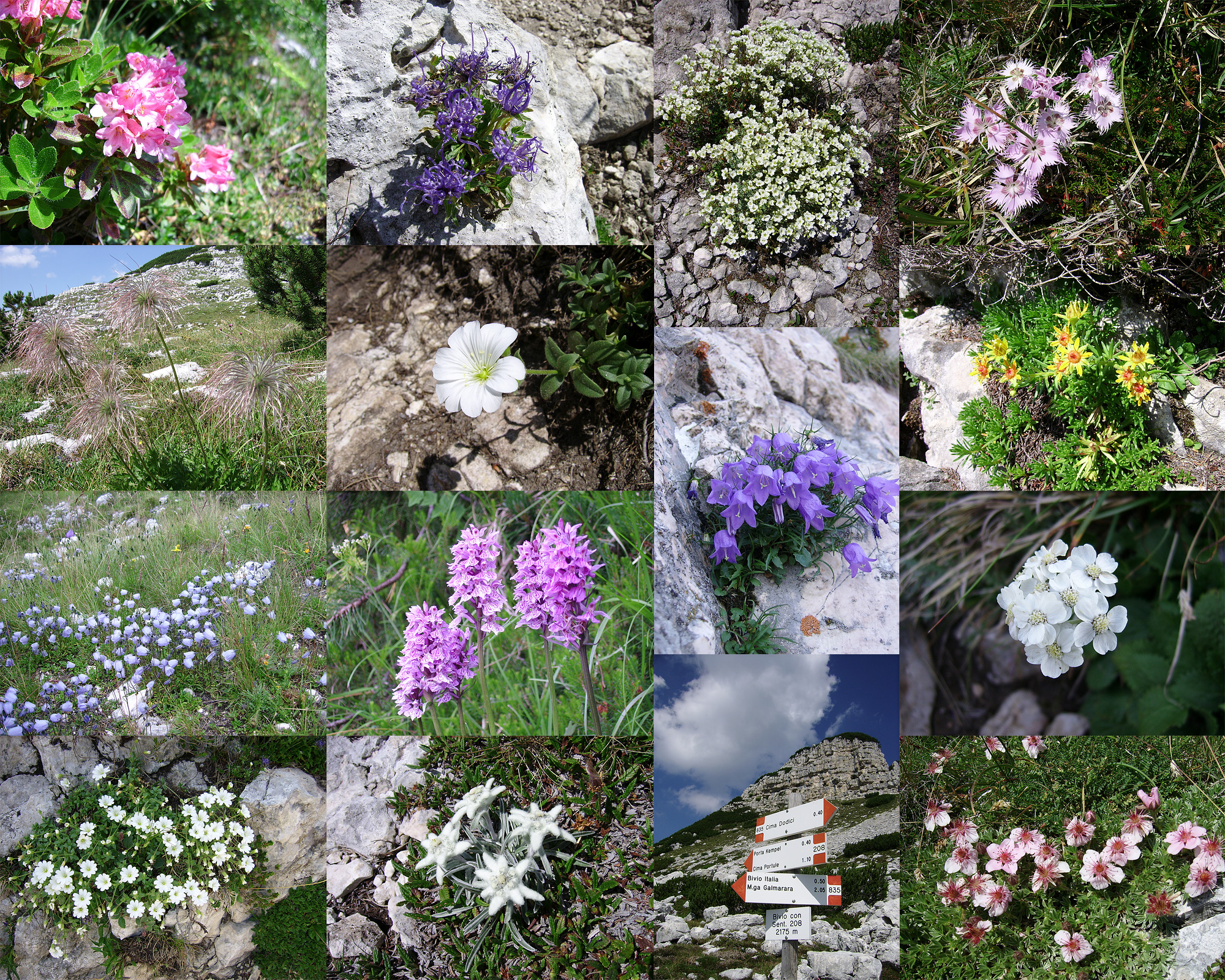
Flora alpina fotografata a cima Portule

L'ambiente geologico è caratterizzato dal carsismo, quello forestale dalla presenza di estese faggete, peccete e mughete, mentre nei settori cacuminali la vegetazione lascia posto alle praterie d'alta quota e alle zone di rupe. Diverse specie faunistiche popolano l'area, tra cui l'endemismo Salamandra atra aurorae.